# The Temple of Moloch
The Temple of Moloch è un cortometraggio muto del 1914 diretto da Langdon West. Prodotto dalla Edison Company, il film aveva come interpreti Harold Vosburgh, Warren Cook, Bessie Learn, Yale Boss, Carlton S. King e Mathilde Baring.

## Trama
Il proprietario di una fabbrica di ceramica non si preoccupa delle condizioni pericolose in cui lavorano i suoi operai, in uno stabilimento poco ventilato e malsano. Uno dei lavoranti si ammala di tubercolosi e anche il padrone comincerà a capire che nessuno può ritenersi al riparo dalla brutta sorte.

## Produzione
Il film fu prodotto dalla Edison Company.

## Distribuzione
Distribuito dalla General Film Company, il film - un cortometraggio in una bobina - uscì nelle sale cinematografiche statunitensi il 25 novembre 1914.